# Lasse Strömstedt
Folke Lars-Olov "Lasse" Strömstedt, född 23 maj 1935 i Gävle, död 4 juli 2009 i Gränna, var en svensk författare, debattör och skådespelare.

## Biografi
Lasse Strömstedts liv kom inledningsvis att präglas av missbruk och kriminalitet. Sommaren 1952 dömdes han 17 år gammal till 18 månader på Härlandafängelset för en serie bilstölder och inbrott. Fyra av åtta fängelseår tillbringade Lasse Strömstedt bakom galler i Långholmens centralfängelse. Fram till 1971 var han diversearbetare med avbrott för fängelsevistelser.
Efter 1971 förändrade han sitt liv och blev författare, debattör och skådespelare. Tillsammans med journalisten Christer Dahl skrev han några romaner under pseudonymen Kennet Ahl, men författade även ett antal egna böcker. Han var mycket engagerad i kampen mot brottslighet och narkotika.
Strömstedt avled i juli 2009 efter att ett halvår tidigare ha fått diagnosen lungcancer. Han är begravd på Katarina kyrkogård i Stockholm.

### Familj
Strömstedt var 1979–1984 gift med skådespelaren Rebecca Pawlo. Sommaren 1984 hade han en relation med journalisten Cats Falck. Mellan 1987 och 2001 samt en kortare tid före sin död 2009 var Strömstedt gift med sångerskan och författaren Ann-Christine Bärnsten.

### Under pseudonymen Kennet Ahl
- Grundbulten (1974)
- Lyftet (1976)
- Rävsaxen (1978)
- En dag på polisskolan (1979)
- Slutstationen (1980)
- Mordvinnare (1987)
- Hämndemännen (1991)
- Högriskbegravning (2006)

### Den självbiografiska trilogin
- Gå i fängelse (1981)
- I fängelse (1982)
- Sanningens minut (1984)
- Brott och skratt – mitt liv i ett band (ovanstående tre böcker i en bok) (1989)

### Övriga böcker i eget namn
- Bondfångare – garanterat sanna berättelser (1989)
- Så stoppar vi missbruk – en bok om ungdom, alkohol, narkotika och kriminalitet (1992)
- Fånge 981 (2003)

### Tillsammans med Allan Westberg
- Storfräsarna (1979)

## Manus för tv och film
- Lasse liten (tv, 1974)

- Det löser sig (tv, 1976)

- Lyftet (film, 1978)

## Filmografi
- Det löser sig (1976)
- Lära för livet (1977, TV-serie)
- Lyftet (1978)
- Mor gifter sig (1979)
- Mannen som gick upp i rök (1980)
- Dubbelsvindlarna (1982, TV-serie om Studierektorn)
- G – som i gemenskap (1983)
- Profitörerna (1983)